# Austria ai Giochi della XX Olimpiade
L'Austria partecipò ai Giochi della XX Olimpiade che si sono svolte a Monaco di Baviera dal 26 agosto all'11 settembre 1972, con una delegazione di 111 atleti impegnati in 15 discipline per un totale di 68 competizioni.  Il portabandiera fu il velista Hubert Raudaschl, alla sua terza Olimpiade, già vincitore di una medaglia d'argento a Messico 1968. Il bottino della squadra, alla sua sedicesima partecipazione ai Giochi, fu di tre medaglie: una d'argento e due di bronzo.

## Medaglie
| Medaglia | Nome             | Sport            | Evento        |
| -------- | ---------------- | ---------------- | ------------- |
| Argento  | Norbert Sattler  | Canoa/kayak      | K1            |
| Bronzo   | Rudolf Dollinger | Tiro a segno     | Pistola 50m   |
| Bronzo   | Ilona Gusenbauer | Atletica leggera | Salto in alto |